# Ehrenhalle der oldenburgischen Artillerie

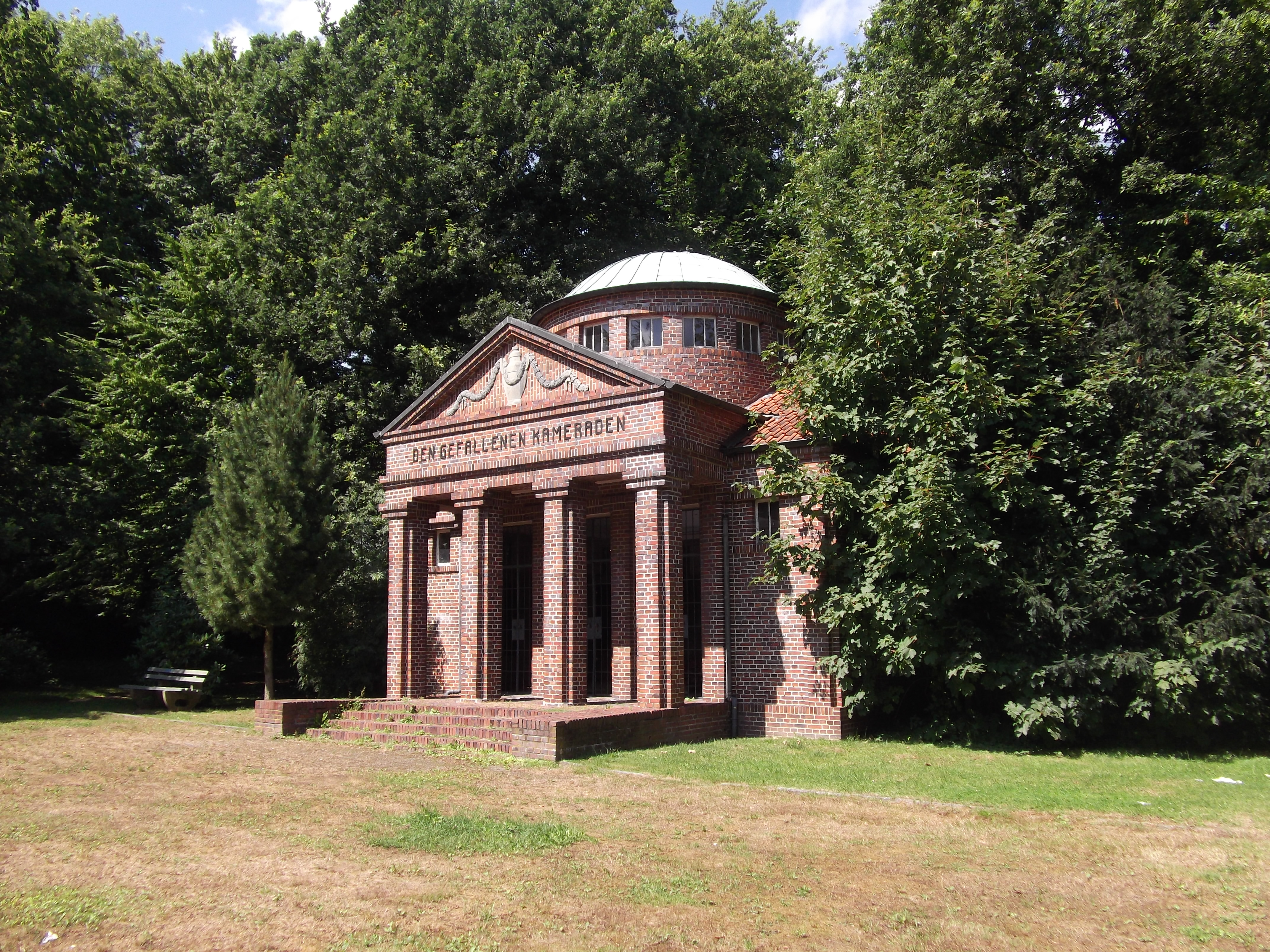
Gedenkhalle Ostfriesisches Feld-Artillerie-Regiment Nr. 62

Die Ehrenhalle der oldenburgischen Artillerie ist ein Denkmal für die Gefallenen des Ersten Weltkriegs des Ostfriesischen Feldartillerie-Regiments Nr. 62, des Reserve-Regiments 20, der Ersatzabteilung des FAR 62, der dazugehörigen Munitionskolonnen sowie weiteren ehemaligen Angehörigen des Stammregiments. Das Denkmal wurde 1921 eingeweiht und befindet sich in Oldenburg an der Ofener Straße 19 hinter der heutigen Jade Hochschule (ehemalige Artilleriekaserne).

## Lage und Aufbau

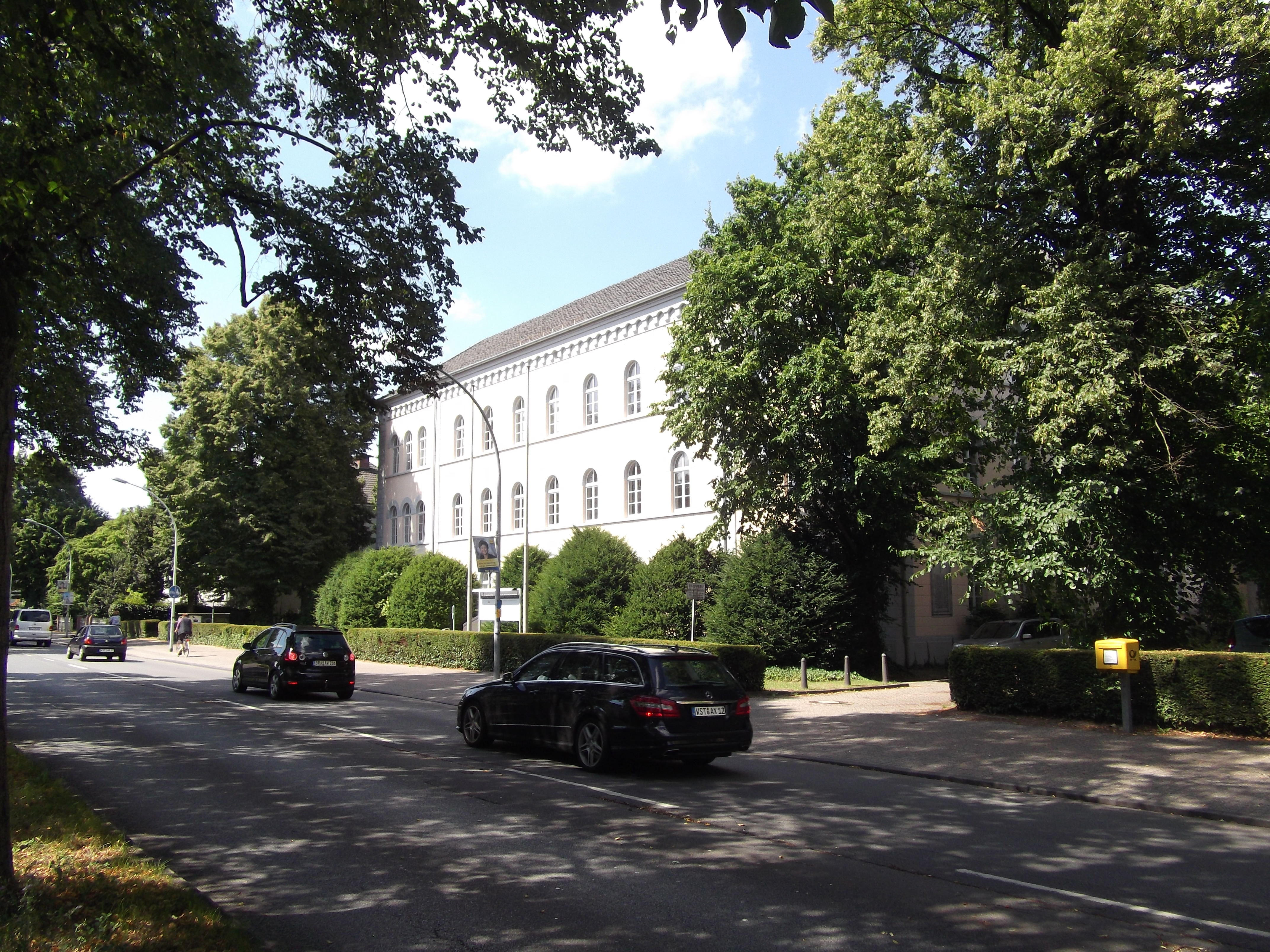
Artillerie-Kaserne in Oldenburg von 1847

Die Lage des Denkmals wurde offensichtlich aufgrund zur Nähe der damaligen Artilleriekasernen gewählt, in denen das FAR 62 in Garnison lag. Am Denkmalsort befand sich vorher der Gestütgarten und davor bis in die 1880er Jahre das so genannte herrschaftliche Haarenvorwerk, „ein altehrwürdiger Bau, der nicht hätte verschwinden dürfen“. Vom Gestütgarten waren noch einige Eichen erhalten geblieben, die der Ehrenhalle nun einen würdigen Rahmen gaben.
Die Idee für ein Artilleriedenkmal war bereits im Krieg entstanden und bei den betroffenen Einheiten auch ein Fonds eingerichtet worden. Konkrete Pläne für das Denkmal entstanden im Januar 1919. Zügig genehmigte die Regierung des Freistaats Oldenburg die Platzwahl; der Bau selbst verzögerte sich im Laufe des Jahres 1920 durch allgemeine Streiks im Baugewerbe.
Das Denkmal wurde entgegen anders lautenden Quellen nicht von dem Oldenburger Stadtbaurat Robert Charton entworfen, sondern, wie sich aus der zeitgenössischen Presse zweifelsfrei ergibt, von dem Oldenburger Architekten Kurt Boschen. Es besteht aus der dem römischen Pantheon nachgebildeten Ehrenhalle und einem zweistufigen Altarstein sowie Holztafeln mit den Namen der gut 800 Gefallenen. Das Pantheon ist in Kreuzform angelegt und besitzt eine nach oben auslaufende Kuppel. Es trägt die Inschriften:
1. Außen: Den gefallenen Kameraden
2. Innen: 1914 – 1918
3. Stirnwand:
Denen / die aus unseren Reihen / im zweiten Weltkriege / für Volk und Vaterland / starben / 1939 – 1945 / I./Ar.R. 58 / und Kriegsformationen / Namen und Zahl weiß nur Gott.
Wann die Erinnerungskultur auf die Gefallenen des Zweiten Weltkriegs ausgedehnt wurde, ist nicht bekannt; vermutlich wurde die relevante Inschrift nach 1953 eingraviert.
Das Bauwerk besteht aus Klinker und Sandstein. Boschen hatte Wert darauf gelegt, nur einheimisches Material zu verwenden und nur lokale Künstler und Handwerker zu beschäftigen. Die Holzschnitzereien der Ehrentafeln, auf denen die gut 800 Namen eingeschnitzt sind, wurden von den Bildhauern Michaelsen senior und junior, Wernicke, Richter und Stückner angefertigt. Der ältere Michaelsen hatte bereits im Ersten Weltkrieg die Figur des Isern Hinnerk angefertigt. Die Klinker stammten aus den Bockhorner Ziegeleien.

## Die Einweihungsfeier
Die Einweihung fand am Sonntag, dem 25. September 1921, statt. Bereits am Vortag waren per Eisenbahn gut 2000 auswärtige Gäste angereist, die am Bahnhof Oldenburg vom Artillerieverein „Barbara“ (benannt nach der Heiligen Barbara, der Schutzheiligen der Artillerie) empfangen wurden. Allein am Offiziersessen im Kasino am Casinoplatz nahmen gut 200 Personen teil, die von General Hohnhorst begrüßt wurden.
Die Stadt selbst war mit Fahnen und Girlanden geschmückt, in den Stammquartieren der einzelnen Formationen herrschte angeblich Hochbetrieb, vor allem im „Mooriemer Hause“, dem Stammlokal des Vereins „Barbara“. In der „Union“ und im Kasino fanden abends Festkommerse statt. Die „Union“ war so überfüllt, dass zusätzlich im „Neuen Hause“ ein Extra-Kommers abgehalten werden musste.
Die Weiherede am Sonntag, dem 25. September 1921, hielt Militäroberpfarrer Rogge, zuletzt Armeeoberpfarrer der 1. Armee. Anschließend folgten Kranzniederlegungen durch General von Jordan für den abgedankten Großherzog Friedrich August von Oldenburg, der selbst aus unbekannten Gründen nicht an der Feier teilnahm, Minister Otto Graepel für den Freistaat Oldenburg, Oberstleutnant Barnstedt für die Offiziere und Oberbürgermeister Theodor Goerlitz für die Stadt Oldenburg. Dann wurde die Ehrenhalle von Barnstedt in der Person von Goerlitz der Stadt Oldenburg übergeben.
Goerlitz forderte in seiner Rede den Wiederaufbau des Vaterlands und sicherte „dem schönen Denkmal“ den Schutz der Stadt Oldenburg für alle Zeiten zu. Auffällig ist neben der Abwesenheit des Großherzogs die Abwesenheit von Ministerpräsident Theodor Tantzen, der noch eine Woche zuvor an der Einweihung des 91er-Denkmals teilgenommen hatte.
Am Nachmittag fand in der „Union“ ein abschließendes Festkonzert statt. Nach den „Nachrichten“ hatte sich bis zum Abend eine „Völkerwanderung“ durch die Ofener Straße zum Denkmal ergossen, das auch vom „großen Publikum“ nur gelobt und anerkannt worden sei.

## Die Ehrenhalle in der Erinnerungskultur bis zur Gegenwart
Zusammen mit dem Ehrenmal des Oldenburgischen Infanterie-Regiments Nr. 91 und dem Denkmal des Oldenburgischen Dragoner-Regiments Nr. 19 bildete die Ehrenhalle über Jahrzehnte eine Einheit für Gedenkfeiern zuerst des Ersten, dann beider Weltkriege. Mitte der 1980er Jahre kam es im Kontext der Volkstrauertagsveranstaltungen und dem Nachrüstungsbeschluss zu Sachbeschädigungen. Schon seinerzeit war in den Gedenkreden die Erinnerung an den Ersten Weltkrieg, für die das Denkmal geschaffen worden war, völlig ausgeblendet worden, so dass der eigentliche Sinn der Ehrenhalle verloren ging.